# Луций Корнелий Лентул Луп
Вижте пояснителната страница за други личности с името Луций Корнелий Лентул.
Луций Корнелий Лентул Луп (на латински: Lucius Cornelius Lentulus Lupus; † 125 пр.н.е.) е политик на Римската република през 2 век пр.н.е.
Произлиза от патрицийанския клон Лентул на фамилията Корнелии, една от най-познатите и големи фамилии на Древен Рим. Той е син на Гней Корнелий Лентул (консул 201 пр.н.е.) и племенник на Луций Корнелий Лентул (консул 199 пр.н.е.).
През 163 пр.н.е. Луп става едил. Следващите две години е пратеник на Рим в Гърция. От 159 пр.н.е. Луп е претор. След три години през 156 пр.н.е. е избран за консул заедно с Гай Марций Фигул.
През 154 пр.н.е. е осъден за изнудване. Въпреки това през 147 пр.н.е. той става цензор заедно с Луций Марций Цензорин. От 143 пр.н.е. е член на жреческата колегия decemviri sacris faciundis. От 131 пр.н.е. до 125 пр.н.е. Луп е princeps senatus.